# José Manuel Fernandes Pereira

Armas do barão de Gamboa.

José Manuel Fernandes Pereira, segundo (o primeiro foi o seu pai) Barão de Gamboa, (? - ?).
Filho de José Manuel Fernandes Pereira de Barros e de Delfina Margarida de Barros. Casou-se com Delfina Rosa dos Santos Pereira.
Feito barão por decreto de 27 de abril de 1849.